# Gianbattista Baronchelli
Gianbattista Baronchelli (né le 6 septembre 1953 à Ceresara, dans la province de Mantoue, en Lombardie) est un coureur cycliste italien, professionnel de 1974 à 1989. Son frère Gaetano était également coureur cycliste.

## Biographie
Vainqueur à ses débuts du Girobio et du Tour de l'Avenir en 1973, Gianbattista Baronchelli est un athlète d'un mètre 81 pour 73 kilos. Lors de sa première année professionnelle, il prend la deuxième place du Tour d'Italie 1974, à seulement douze secondes d'Eddy Merckx. Il ne remporte cependant jamais cette course, se classant notamment deuxième en 1978, troisième en 1977, cinquième en 1976, 1980 et 1982, sixième en 1984 et 1985 et dixième en 1975 et 1981.
Il participe à deux reprises au Tour de France en 1976 et 1979 mais il abandonne à chaque fois.
Il totalise 94 victoires professionnelles, remportant notamment le Tour des Apennins, pour lequel avec six succès consécutifs entre 1977 et 1982, il détient toujours le record de victoires. Gianbattista Baronchelli termine deuxième du Championnat du monde de cyclisme organisé en France, à Sallanches, remporté par Bernard Hinault en 1980. Il remporte deux fois le Tour de Lombardie, en 1977 et 1986, et le Grand Prix de Francfort en 1980.

## Palmarès

### Palmarès amateur
- 1971
  - Tour du Pays de Vaud
  - Rho-Baveno-Levo
  - Circuito Bassignanese
- 1972
  - 2e de Milan-Rapallo
  - 3e du Tour de la Vallée d'Aoste
  - 3e de La Nazionale a Romito Magra
- 1973
  - Gran Premio Artigiani Sediai e Mobilieri
  - Bologna-Passo della Raticosa
  - Coppa Citta di Cuorgnè
  - Girobio :
    - Classement général
    - 7e étape

  - Tour de l'Avenir :
    - Classement général
    - 4e étape

  - 2e du Tour de Lombardie amateurs
  - 3e de Milan-Tortone

### Palmarès professionnel
| - 1974 - 2e du Tour d'Italie - 3e du Tour de Calabre - 1975 - 5ea étape du Tour de Sardaigne - Trophée Baracchi (avec Francesco Moser) - Trofeo Laigueglia - 2e de Sassari-Cagliari - 2e du Tour du Frioul - 4e de Paris-Nice - 7e du Tour de Lombardie - 10e du Tour d'Italie - 1976 - Tour du Pays basque : - Classement général - 1reb et 3e étapes - Tour de Romagne - 1rea étape de la Cronostaffetta - 2e du Trofeo Laigueglia - 3e de Tirreno-Adriatico - 3e du Tour des Pouilles - 3e des Trois vallées varésines - 5e du Tour d'Italie - 1977 - Tour des Apennins - Tour de Romandie : - Classement général - 2e étape - 18e étape du Tour d'Italie - Tour de Lombardie - 2e de la Coppa Agostoni - 3e du Tour d'Italie - 6e de Tirreno-Adriatico - 8e du Super Prestige Pernod - 1978 - 15e étape du Tour d'Italie - Tour des Apennins - Tour d'Ombrie - Tour du Piémont - Coppa Placci - 2e du Tour de la province de Reggio de Calabre - 2e de la Flèche wallonne - 2e du Tour d'Italie - 3e des Trois vallées varésines - 3e de la Coppa Agostoni - 3e du Grand Prix de Forli - 3e du Trophée Baracchi (avec Bernt Johansson) - 6e du Tour de Lombardie - 7e de Liège-Bastogne-Liège - 10e du Super Prestige Pernod - 1979 - Tour des Apennins - Tour de Romagne - 2e du Tour de Romandie - 3e du Tour du Piémont - 4e de Liège-Bastogne-Liège - 4e du Critérium du Dauphiné libéré - 8e de Tirreno-Adriatico - 1980 - Tour de la province de Reggio de Calabre - 3e étape du Tour des Pouilles - Tour des Apennins - Grand Prix de Francfort - 3e étape du Tour du Trentin - 11e étape du Tour d'Italie - GP Montelupo - Coppa Sabatini - Tour du Piémont - Tour d'Émilie - Ruota d'Oro : - Classement général - 2e étape - Course de côte de Frasassi - Course de côte de Kitzbühler Horn (remporte les deux manches) - 2e du Tour des Pouilles - Médaillé d'argent du championnat du monde sur route - 2e du Tour du Latium - 3e du Tour du Trentin - 3e du championnat d'Italie sur route - 5e de Tirreno-Adriatico - 5e du Tour d'Italie - 8e du Super Prestige Pernod - 9e de la Flèche wallonne | - 1981 - Classement général du Tour des Pouilles - 10e étape du Tour d'Italie - Tour des Apennins - Tour de Toscane - Tour du Latium - 2e de la Coppa Agostoni - 3e du Trophée Matteotti - 4e de Blois-Chaville - 6e du Tour de Romandie - 10e du Tour d’Italie - 1982 - 1re étape du Tour du Trentin - Tour des Apennins - Tour d'Ombrie - Grand Prix de l'industrie et de l'artisanat de Larciano - Course de côte de Sarnico-San Fermo - Course de côte de Castione-Monte Pora - 2e du Tour de Toscane - 3e du Tour des Pouilles - 3e du Tour du Trentin - 3e du Grand Prix de Camaiore - 3e du championnat d'Italie sur route - 5e du Tour d'Italie - 6e du Tour de Lombardie - 1983 - 2e du Tour de Campanie - 2e du Tour des Pouilles - 3e du Tour d'Ombrie - 9e du Tour de Romandie - 1984 - Tour de Toscane - 2e du Tour d'Ombrie - 2e des Trois vallées varésines - 3e du Tour des Pouilles - 6e du Tour d'Italie - 8e du Grand Prix de Francfort - 1985 - 3e étape du Tour d'Espagne - 4e de Tirreno-Adriatico - 6e du Tour d'Italie - 9e du Tour de Lombardie - 1986 - 4e étape du Tour d'Italie - Tour de Lombardie - Course de cote du Passo della Futa - 3e du Trophée Matteotti - 3e de la Coppa Placci - 1987 - Course de côte de Madonna del Ghisallo - 2e du Tour du Trentin - 1988 - 2e du Grand Prix de Camaiore - 3e du Grand Prix de l'industrie et de l'artisanat de Larciano - 7e du Tour de Lombardie - 1989 - 3e du Tour de Toscane |  |

## Résultats sur les grands tours

### Tour de France
2 participations
- 1976 : non-partant (15e étape)
- 1979 : abandon (9e étape)

### Tour d'Italie
13 participations
- 1974 : 2e, vainqueur du classement des néo-professionnels
- 1975 : 10e
- 1976 : 5e
- 1977 : 3e, vainqueur de la 18e étape
- 1978 : 2e, vainqueur de la 15e étape
- 1980 : 5e, vainqueur de la 11e étape
- 1981 : 10e, vainqueur de la 10e étape
- 1982 : 5e
- 1983 : 17e
- 1984 : 6e
- 1985 : 6e
- 1986 : non-partant (17e étape), vainqueur de la 4e étape,  maillot rose pendant 2 jours
- 1987 : non-partant (15e étape)

### Tour d'Espagne
1 participation
- 1985 : abandon (15e étape), vainqueur de la 3e étape